# Microbee

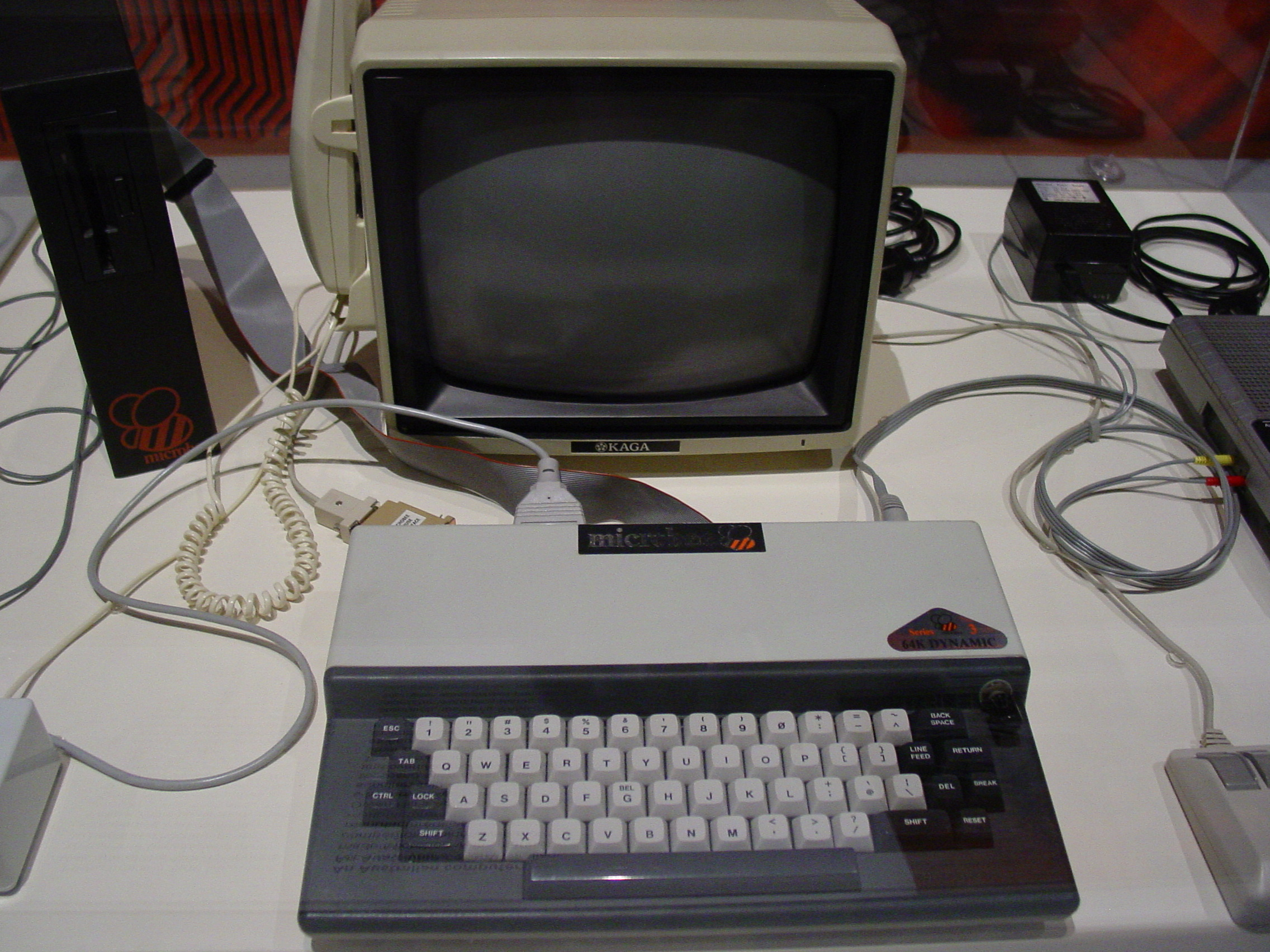
Ett komplett MicroBee-system

Microbee är en dator som kommer från Australien, först som byggsats, men i senare utföranden som färdig dator. Till Sverige har företaget Bergsala importerat datorsystemet. Microbee 32IC har 32 kb RAM-minne och data sparas på kassettband, den har en Basic-interpreter (Microworld Basic), en ordbehandlare (Wordbee) och ett kommunikationsprogram (Telecom) på Eprom-minnen.
Microbee 32 har tillverkats i några varianter, bland annat S3 med fler inbyggda program (så som databas och kalkyl).
MicroBee 128 är en större version med dubbla minnesbankar om 64KB SRAM som även kan köra operativsystemet CP/M version 2.2, en föregångare till MS-DOS på PC-datorer.
Denna modell finns även med hårddisk, av vilka de första versionerna har en Seagate ST251 med 10MB lagringsutrymme.
Microbee 256 och 512 tillhör datorseriens mindre vanliga modeller, med 256 respektive 512 KB RAM och fullt adresserbar grafik.
Processorn i Microbee är Z80 från Zilog och operativsystemen CP/M-80 samt CP/M 2.2 från Digital Research.
Datorn har använts på flera skolor i undervisningssyfte men även bland företag och industrier.
Vissa reservdelar och programvaror finns fortfarande att få tag från företaget 1999it AB i den svenska staden Kungsbacka.